# TVR3
TVR3 est une chaîne de télévision de la télévision publique roumaine. Elle a été lancée le 10 octobre 2008 à 20:00 (heure de Roumanie). La grille de TVR3 résulte des programmes des décrochages régionaux TVR Iași, TVR Craiova, TVR Cluj, TVR Timișoara, TVR Târgu Mureș et TVR București.
Le contenu concerne donc principalement la vie des communautés locales, et donc notamment les programmes liés aux problèmes locaux ou encore les traditions.

## Grille
- Vocea populară
- U Campus
- Descriptio Moldaviae
- La pas prin Oltenia
- Drumuri aproape
- Călător în Transilvania
- Ca la mama acasă
- Reporter Sud
- Reporter special
- Documentar regional

## Problèmes de la télévision
La chaîne n'a pas d'intervalles de temps spécifiques pour tous les studios régionaux, et n'est pas diffusée à un niveau régional.